# هولغر ثييل
هولغر ثييل (بالدنماركية: Holger Thiele)‏ هو كاتب غير روائي وعالم فلك أمريكي ودنماركي، ولد في 25 سبتمبر 1878، وتوفي في 5 يونيو 1946 في ألاميدا في الولايات المتحدة.